# Davion Mitchell
Davion De’Monte Earl Mitchell (ur. 5 września 1998 w Hinesville) – amerykański koszykarz, występujący na pozycji rozgrywającego, obecnie zawodnik Sacramento Kings.

## Osiągnięcia
Stan na 4 grudnia 2021, na podstawie, o ile nie zaznaczono inaczej.
NCAA
- Mistrz NCAA (2021)
- Uczestnik rozgrywek II rundy turnieju NCAA (2018, 2021)
- Mistrz sezonu regularnego konferencji:
  - Southeastern (SEC – 2018)
  - Big 12 (2021)
- Obrońca roku:
  - NCAA (2021 według NABC, kapituły Naismitha)[5]
  - Big 12 (2021)[6]
- Laureat nagród:
  - Lefty Driesell Award (2021)[7]
  - dla najlepszego nowo-przybyłego zawodnika Big 12 (2020)
- Zaliczony do:
  - I składu:
    - Big 12 (2021)
    - defensywnego Big 12 (2020, 2021)
    - najlepszych nowo-przybyłych zawodników Big 12 (2020)
    - turnieju NCAA Final Four (2021 przez AP)[8]

  - III składu:
    - All-American (2021 przez AP, NABC, SN)
    - Big 12 (2020)

Lider konferencji Big 12 w:
- - średniej asyst (2021 – 5,5)
  - liczbie asyst (2021 – 165)

NBA
- Mistrz letniej ligi NBA (2021)
- MVP letniej ligi NBA (2021)
- Zaliczony do I składu letniej ligi NBA (2021)